# 422-es busz
A 422-es jelzésű autóbusz Budapest, Stadion autóbusz-pályaudvar és Kartal, Verseg, illetve Erdőkürt között közlekedik. A járatot a MÁV Személyszállítási Zrt. üzemelteti.

## Megállóhelyei
| 0                                                            | Budapest, Stadion autóbusz-pályaudvar               | 25 | 1, 1A 73, 75, 77, 80 95, 130, 195 396, 397, 398, 399, 400, 402, 410, 412, 414, 424, 430, 432, 434, 435, 436, 437, 438, 439, 440, 441, 442, 485, 486 1020, 1021, 1024, 1031, 1034, 1037, 1039, 1040, 1044, 1045, 1046, 1049, 1050, 1052, 1053, 1054, 1060, 1063, 1066, 1067, 1068, 1069, 1070, 1075, 1076, 1077, 1078 |
| 1                                                            | Budapest, Kacsóh Pongrác út                         | 24 | 1, 1A, 3, 69 72, 74, 74A, 82 25, 32, 225 396, 397, 398, 399, 402, 412, 414, 424, 432, 434, 435, 436, 437, 438, 439, 442 1020, 1021, 1024, 1031, 1034, 1037, 1039, 1040, 1044, 1045, 1046, 1049, 1050, 1052, 1053, 1054, 1063, 1066, 1067, 1068, 1069, 1076                                                           |
| 2                                                            | Budapest, Szerencs utca                             | 23 | 96, 124, 225, 296, 296A 396, 397, 398, 399, 402, 412, 414, 424, 432, 434, 435, 436, 437, 438, 439, 442 1020, 1021, 1024, 1031, 1034, 1037, 1039, 1040, 1044, 1045, 1046, 1049, 1050, 1052, 1053, 1054, 1063, 1066, 1067, 1068, 1069, 1076                                                                            |
| Budapest közigazgatási határa                                |                                                     |    | |
| 3                                                            | Gödöllő, Haraszti út                                | ∫  | 402, 412, 442, 450, 451, 452, 453, 454, 455, 464 1052, 1076 |
| 4                                                            | Gödöllő, Idősek Otthona                             | 22 | 402, 412, 432, 442, 450, 451, 452, 453, 454, 455, 464 1052, 1076 |
| 5                                                            | Gödöllő, Széchenyi István utca                      | 21 | 402, 412, 432, 442, 450, 451, 452, 453, 454, 455, 464 1052, 1076 |
| 6                                                            | Gödöllő, szökőkút                                   | 20 | 317, 324, 402, 412, 432, 442, 446, 447, 448, 450, 451, 452, 453, 454, 455, 464, 466, 470, 471, 472, 473, 474, 475, 476, 477, 478, 479 1052, 1076 |
| 7                                                            | Gödöllő, autóbusz-állomás                           | 19 | 317, 324, 402, 404, 405, 406, 407, 410, 412, 426, 430, 432, 440, 441, 442, 444, 446, 447, 448, 450, 451, 452, 454, 455, 461, 463, 464, 465, 466, 468, 469, 470, 471, 472, 473, 474, 475, 476, 477, 478, 479 1040, 1049, 1052, 1076, 1077, 1078                                                                       |
| 8                                                            | Gödöllő, Egyetem                                    | 18 | 402, 404, 405, 406, 407, 410, 412, 426, 430, 432, 461, 463, 468, 469, 470, 471, 472, 474 |
| 9                                                            | Gödöllő, Máriabesnyő vasúti megállóhely bejárati út | 17 | 402, 404, 405, 406, 407, 410, 412, 426, 430, 432, 461, 463, 469, 474 S80 InterRégió |
| 10                                                           | Domonyvölgy                                         | 16 | 402, 404, 405, 406, 407, 410, 412, 426, 430, 432, 461 1040, 1049, 1052 |
| 11                                                           | Bagi elágazás                                       | 15 | 402, 404, 405, 406, 407, 408, 409, 410, 412, 424, 426, 430, 432, 434, 435, 436, 437, 438, 439, 458, 461 1040, 1049, 1052 |
| 12                                                           | Aszód, Pesti út                                     | ∫  | 405, 407, 408, 409, 424, 426, 458, 461 |
| 13                                                           | Aszód, Kossuth Lajos utca 2.                        | 14 | 342, 347, 348, 405, 407, 408, 409, 410, 412, 424, 426, 428, 430, 432, 434, 435, 436, 437, 438, 439, 457, 458, 459, 460, 461 1040, 1049, 1052 |
| 14                                                           | Aszód, művelődési ház                               | ∫  | 342, 405, 407, 408, 409, 424, 426, 428, 436, 457, 458, 459, 461 |
| 15                                                           | Aszód, vasútállomás bejárati út                     | 13 | 342, 347, 348, 405, 407, 408, 409, 410, 412, 424, 426, 428, 430, 434, 436, 437, 438, 439, 457, 458, 459, 460, 461 |
| A szürke hátterű megállókat csak 1 járat érinti Kartal felé. |                                                     |    | |
| *                                                            | Aszód, vasútállomás                                 | ∫  | 342, 347, 348, 424, 426, 428, 430, 457, 458, 459, 460 S77 S80 S780 InterRégió, expresszvonat |
| *                                                            | Aszód, vasútállomás bejárati út                     | ∫  | 342, 347, 348, 405, 407, 408, 409, 410, 412, 424, 426, 428, 430, 434, 436, 437, 438, 439, 457, 458, 459, 460, 461 |
| 16                                                           | Aszód, Arany János utca                             | 12 | 424, 426, 428, 430, 432, 434, 435, 436, 437, 438, 439, 459 |
| 17                                                           | Aszód, Falujárók útja 19.                           | ∫  | 424, 426, 428, 430, 434, 436, 437, 438, 439 |
| 18                                                           | Kartal, 2-es km kő                                  | ∫  | 424, 426, 428, 430, 434, 436, 437, 438, 439 |
| 19                                                           | Kartal, Bartók Béla út                              | 11 | 424, 426, 428, 430, 432, 434, 435, 436, 437, 438, 439 |
| 20                                                           | Kartal, orvosi rendelő                              | ∫  | 424, 426, 428, 430, 434, 436, 437, 438, 439 |
| 21                                                           | Kartal, posta                                       | 10 | 424, 426, 428, 430, 432, 434, 435, 436, 437, 438, 439 |
| 22                                                           | Kartal, Szőlő utca                                  | 9  | 424, 426, 428, 430, 432, 434, 435, 436, 437, 438, 439 |
| 23                                                           | Kartal, autóbusz-forduló                            | 8  | 424, 426, 428, 430, 434, 436, 437, 438, 439 |
| 24                                                           | Verseg, mg. major                                   | 7  | 424, 426, 428 |
| 25                                                           | Verseg, kállói elágazás                             | 6  | 424, 426, 428, 430, 432, 434, 435, 436, 437, 438, 439 |
| 26                                                           | Verseg, községháza                                  | 5  | 424, 426, 428, 430, 434, 436, 437 |
| ∫                                                            | Verseg, temető                                      | 4  | 424, 426, 428, 436, 437 |
| ∫                                                            | Kálló, magyalospusztai elágazás                     | 3  | 424, 426, 428, 436, 437 |
| ∫                                                            | Kálló, Jókai Mór utca                               | 2  | 424, 426, 428, 436, 437 |
| ∫                                                            | Kálló, újtelep                                      | 1  | 424, 426, 428 |
| ∫                                                            | Erdőkürt, Kossuth Lajos utca                        | 0  | 338, 424, 426, 428 |